# Neuilly-sur-Marne

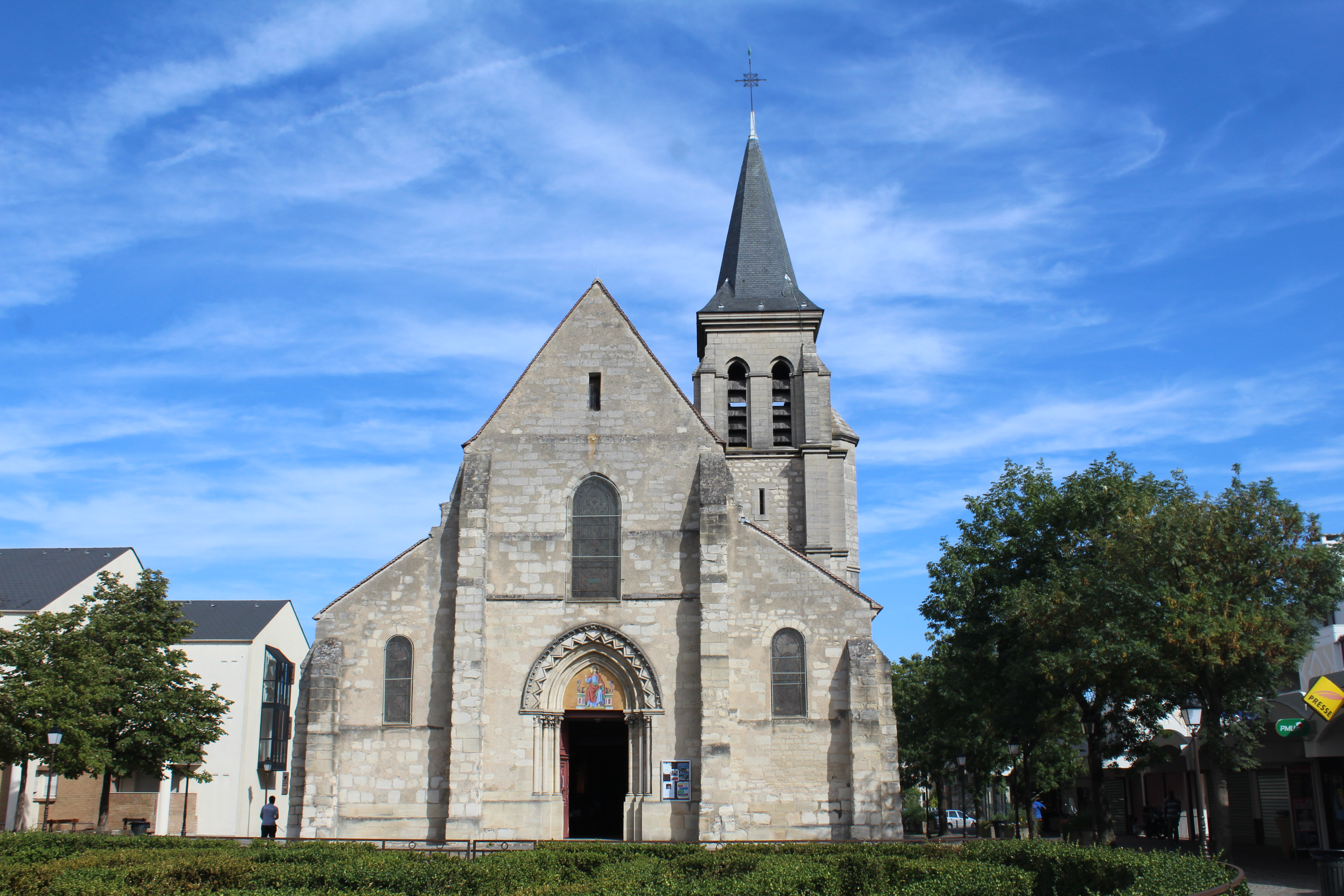
Kostel svaté Baudily

Neuilly-sur-Marne [nöjjy syr marn] je francouzské město ve východní části metropolitní oblasti Paříže v departmentu Seine-Saint-Denis, region Île-de-France. Leží na pravém břehu řeky Marny a od středu Paříže je vzdáleno 15 kilometrů na východ.

## Geografie
Sousední obce: Villemomble, Gagny, Gournay-sur-Marne, Noisy-le-Grand a Neuilly-Plaisance.
Městem prochází národní silnice číslo 34.

## Historie
První písemná zmínka o sídle pochází z roku 998 v listině krále Roberta II.

## Památky
- psychiatrická klinika Hôpital de Ville Evrard
- gotický kostel Sainte-Baudile s věží

## Vývoj počtu obyvatel
Počet obyvatel

## Doprava
Neuilly-sur-Marne je dostupné linkou RER A a autobusy RATP číslo 113, 114, 127, 203/214 a 303.

## Slavní obyvatelé města
- Sylvain Wiltord, fotbalista
- Victor Boret, politik